# 캐럴 퀸

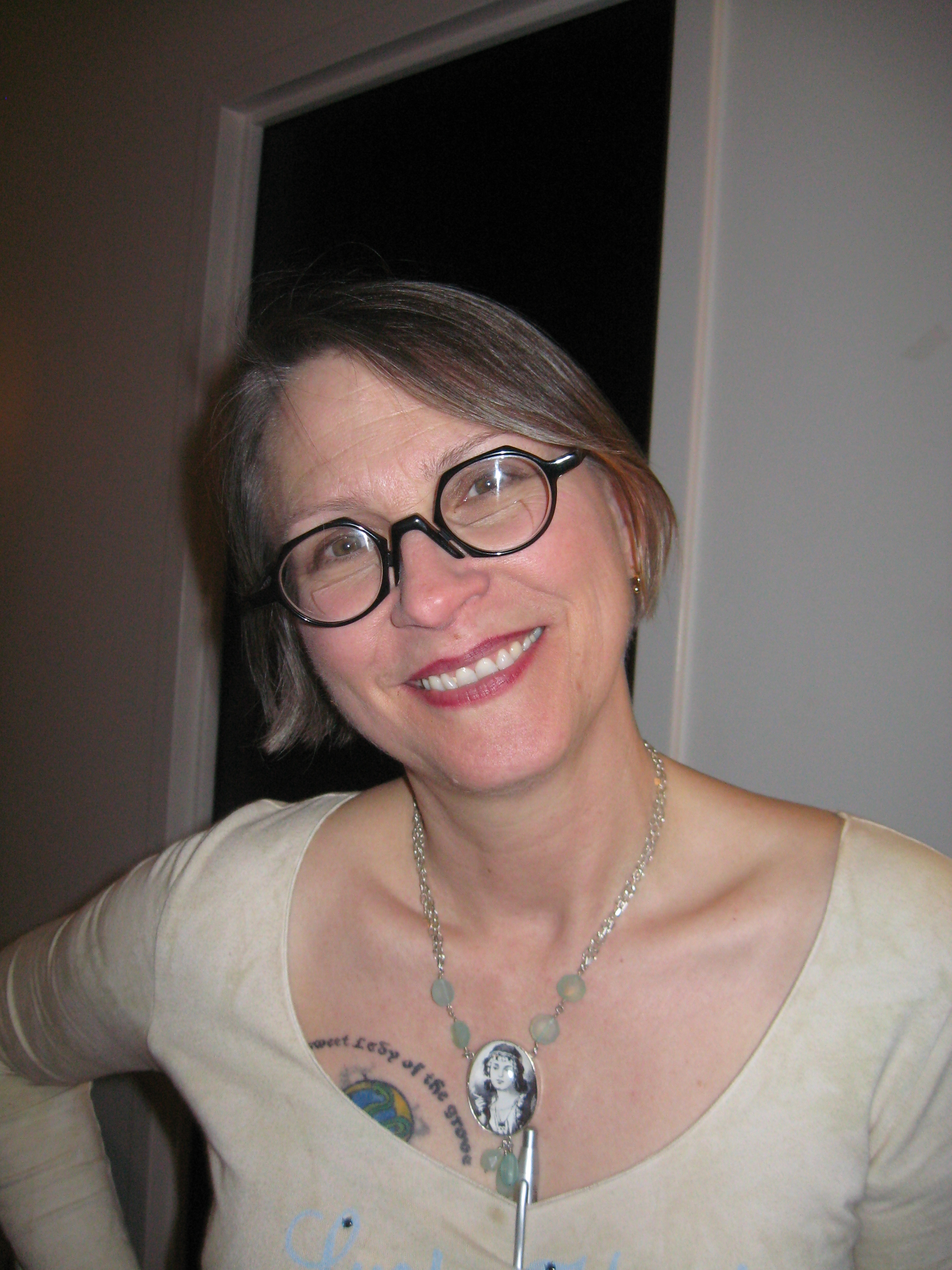
캐럴 퀸

캐럴 퀸(Carol Queen, 1957년 ~ )은 미국의 작가, 저술가, 편집자, 여성주의 활동가, 성과학주의 활동가, LGBT 활동가이다. 위카 계열의 여성주의 활동으로 알려져있다.